# Ovesná (Nová Pec)
Ovesná (deutsch Haberdorf) ist eine Ansiedlung der Gemeinde Nová Pec in Tschechien. Sie liegt neun Kilometer nordwestlich von Horní Planá und gehört zum Okres Prachatice.

## Geographie
Ovesná befindet sich im Nationalpark Šumava im Böhmerwald. Die Streusiedlung erstreckt sich rechtsseitig der Moldau am Hang des Ovesný vrch und wird vom Bach Hajný potok durchflossen. Nördlich erhebt sich der U hvozdecké cesty (902 m n.m), im Nordosten der Želnavský vrch (Salnauer Berg, 815 m n.m.), östlich der Hrad (Hausberg, 940 m n.m), im Südosten der Bělský vrch (Großer Berg, 782 m n.m), südwestlich der Hajný vrch (Hegerberg, 826 m n.m), im Westen der Ovesný vrch (Wahlberg, 842 m n.m) sowie nordwestlich der Perník (Lebzelterberg, 1048 m n.m) und der Hvozd (Hochwald, 1047 m n.m.). Durch Ovesná verläuft die Bahnstrecke České Budějovice–Černý Kříž, im Ort besteht ein Haltepunkt.
Nachbarorte sind Smolná Pec, Chlum und Pěkná im Norden, Záhvozdí, Slunečná und Želnava im Nordosten, Bělá im Osten, Vltava und Nové Chalupy im Südosten, Dlouhý Bor und Hojsova Pila im Süden, Pod Lesem im Südwesten, Jelení im Westen sowie Stožec und Černý Kříž im Nordwesten.

## Geschichte
Der Bau des Schwarzenbergschen Schwemmkanals führte zu einem rasanten Anstieg des Scheitholzbedarfes für die Flößerei in den Wäldern der Allodialherrschaft Krumau. Der Besitzer der Herrschaft Joseph II. Fürst von Schwarzenberg ließ deshalb zum Ende des 18. Jahrhunderts in den Wäldern eine Vielzahl kleiner Holzhackerkolonien errichten, eine davon war Haberdorf.
Am 17. März 1796 schloss Joseph Fürst von Schwarzenberg mit 17 Holzhackern einen Ansiedlungsvertrag. Jeder der Siedler erhielt fünf bis sechs Joch Land zu einer mäßigen Pacht für die Erzeugung der allernötigsten Lebensmittel und die Ernährung eines kleinen Nutzviehstandes. Die Siedler erwarben das Eigentum an den von ihnen zu erbauenden Häusern mit dem Vorbehalt eines Einlösungsrechtes bei der unbegründeten Nichterfüllung ihrer Verpflichtungen. Diese bestanden aus dem jährlichen Verhacken von 100 Klaftern Holz zu einem Festpreis; darüber hinausgehende Scheitholzmengen wurden mit einem höheren Preis vergütet. Diese Arbeiten hatten nach der Schneeschmelze zu beginnen und die tägliche Menge sollte zwei Klafter betragen. Während dieser Zeit lebten die Holzhacker in selbst errichteten Waldhütten in ihrem zugewiesenen Schlag. Je nach Entfernung vom Wohnhaus kehrten sie mehrmals in der Woche nach Hause zurück oder lebten wochenlang im Wald, wo sie durch ihre Familien mit Nahrung versorgt wurden. Ab Mitte Juni kehrten die Männer aus dem Wald zurück und konnten ihre häuslichen Obliegenheiten erledigen. Die neue Siedlung Haberdorf erstreckte sich in einer Hanglage im Moldautal; im oberen Teil war der Boden steinig und in den niederen Lagen sumpfig. Am 30. Juli 1798 bestätigte Joseph Fürst von Schwarzenberg den Ansiedlungsvertrag. In der ersten Hälfte des 19. Jahrhunderts wuchs Haberdorf weiter an und entwickelte sich zu einer der acht Holzhauergemeinden mit eigener Ortsgerichtsbarkeit. Zur Ortsgemeinde Haberdorf mit insgesamt 55 Häusern gehörten neben Haberdorf noch weitere Holzhauerkolonien.
Im Jahre 1840 bestand das am östlichen Fuße des Dürrwaldes gelegene Dominikaldorf Haberdorf aus 19 Häusern mit 184 deutschsprachigen Einwohnern. Die Bewohner waren ausschließlich Holzhauer. Pfarrort war Salnau. Bis zur Mitte des 19. Jahrhunderts blieb Haberdorf der Allodialherrschaft Krumau untertänig.
Nach der Aufhebung der Patrimonialherrschaften bildete Haberdorf ab 1849 einen Ortsteil der Gemeinde Neuofen im Gerichtsbezirk Oberplan. Ab 1868 gehörte das Dorf zum Bezirk Krumau. Im Jahre 1906 bestand Haberdorf aus 17 Häusern und hatte 154 Einwohner. Im Jahre 1910 wurde die Bahnstrecke Budweis-Salnau bis zum Schwarzen Kreuz verlängert und in Haberdorf entstand ein Haltepunkt. Zu Beginn des 20. Jahrhunderts bestanden im Haus von Honessen (Nr. 7) eine Schule und ein Krämerladen, sie wurden noch vor dem Zweiten Weltkrieg geschlossen. Im Haus von Seppen (Nr. 8) wurde eine Gastwirtschaft betrieben, auf dem Dach befand sich die Totenglocke des Dorfes. Im Haus Nr. 13 befand sich ein Butter- und Eierhändler, der auch Glaswaren aus den Glashütten von Christianberg, Andreasberg und Josefsthal verkaufte. Die ältesten Häuser des Dorfes waren die Nr. 1 und 17, die noch aus der Zeit der Ortsgründung stammten. Der tschechische Ortsname Ovesná wurde 1924 eingeführt. Im Oktober 1938 wurde das Dorf in Folge des Münchner Abkommens dem Deutschen Reich zugeschlagen und gehörte bis 1945 zum Landkreis Krummau. Nach dem Ende des Zweiten Weltkriegs kam Ovesná an die Tschechoslowakei zurück und die deutschböhmische Bevölkerung wurde auf Grund der Beneš-Dekrete zum großen Teil vertrieben. 1945 lebten in den 20 Häusern von Ovesná 180 Personen. Ovesná wurde nur in sehr geringem Umfang mit Tschechen wiederbesiedelt; der größte Teil der Häuser blieb unbewohnt und wurde später abgebrochen. 1948 wurde Ovesná dem Okres Prachatice zugeordnet. Im Zuge der Gebietsreform von 1960 verlor Ovesná seinen Status als Ortsteil von Nová Pec. Einschließlich der zwei Häuser von Pod Lesem besteht Ovesná heute nur noch aus acht Häusern, von denen die meisten nicht mehr bewohnt sind.

## Ortsgliederung
Ovesná ist Teil des Katastralbezirks Nová Pec. Die Ansiedlung gehört zum Ortsteil Dlouhý Bor.

## Sehenswürdigkeiten
- Naturlehrpfad Medvědí stezka (Bärensteig), er führt über 16 Kilometer von Ovesná über Jelení zum Hirschbergen-Tunnel und vorbei an der Hirschbachklause (Jelení jezírko) sowie mehreren markanten Granitfelsen und dem Bärenstein durch das Tal der Hučina nach Černý Kříž. Er wurde 1956 als erster Naturlehrpfad des Böhmerwaldes angelegt.
- Naturdenkmal Vltavský luh, das Moorgebiet an der oberen Moldau ist seit 1989 unter Schutz gestellt.
- Stausee Lipno, sein Stauraum endet bei Ovesná